# Przegrzebek zwyczajny
Przegrzebek zwyczajny, przegrzebek wielki (Pecten maximus) – jadalny gatunek małża nitkoskrzelnego z rodziny przegrzebkowatych (Pectinidae). Wysoko ceniony pod względem kulinarnym (mięso zawiera wiele żelaza), zaliczany do owoców morza. Od lat 50. XX wieku w niektórych krajach (m.in. Hiszpania, Francja, Wielka Brytania i Irlandia) ma duże znaczenie ekonomiczne (wykorzystywana m.in. jako popielniczki). Jest to jeden z najbardziej znanych gatunków morskich mięczaków, którego muszla została uwieczniona na obrazie Narodziny Wenus.
Występuje w północno-wschodnim Atlantyku – od północnej Norwegii, wzdłuż wybrzeży Europy po Afrykę Północną. Blisko spokrewniony z nim P. jacobaeus, z którym jest często utożsamiany, żyje w Morzu Śródziemnym i w Adriatyku.

Schemat oka zwierciadlanego

Żyje w piaszczystym, żwirowym lub mulistym dnie na różnych głębokościach – od wód bardzo płytkich po głębokie do 250 m. Stwierdzono, że wykorzystuje docierające z otoczenia słabe bodźce wzrokowe, korzystając z „oczu zwierciadlanych”, obserwowanych jako błyszczące punkty na brzegu muszli, oraz z dwóch siatkówek. Główna soczewka, znajdująca się z przodu ciała, skupia promieniowanie na pierwszej z nich, a na drugą pada światło odbite od wewnętrznego parabolicznego zwierciadła.  
Osiąga przeciętnie 10–15 cm długości, ale spotykane są osobniki o długości około 20 cm. Górna połówka muszli jest płaska, zwykle czerwonawobrązowa, a dolna wypukła, silnie wygięta, o szerokich, zaokrąglonych, promienistych żebrach w liczbie 15–17, poprzecinanych liniami (na obu połówkach), o barwie, jasnokremowa lub brązowa, delikatnie zachodząca na lewą. Czasem widoczne są koncentryczne pasy i zygzakowate linie, a wnętrze pozostaje białe. Pecten maximus odżywia się filtrując wodę. Jest obojnakiem (hermafrodytą). Larwy planktoniczne.